# Sem, Norge
Sem är en tätort i Norge, belägen huvudsakligen i Tønsbergs kommun, Vestfold fylke, men med en liten andel (58 inv) i Sandefjords kommun. Orten tillkom som stationssamhälle 1881, då Vestfoldbanan byggdes.

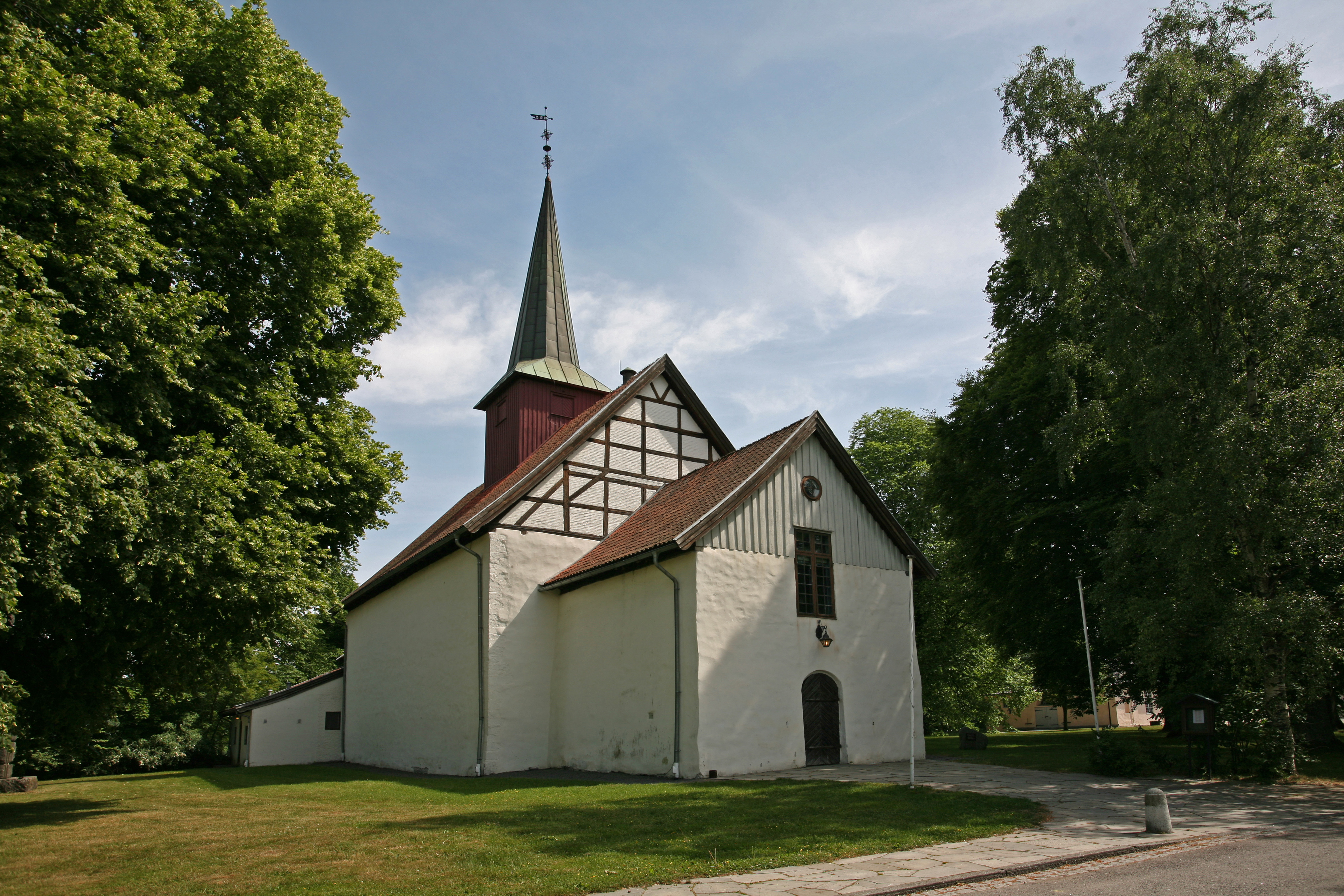
Sems 1100-talskyrka.